# De Mandemakers Groep
De Mandemakers Groep of DMG is een Nederlands bedrijf dat actief is in het verkopen en plaatsen van keukens en in de meubel- en badkamersector. Het bedrijf is eigenaar van diverse keuken- en woonformules.

## Geschiedenis
Het bedrijf werd in 1978 opgericht door Ben Mandemakers (1956). Hij begon in de schuur van zijn ouders in Kaatsheuvel. In 2013 waren er in totaal 5.500 medewerkers en werd een omzet van € 1,1 miljard behaald. Op dat moment waren er 55.000 keukens geïnstalleerd. DMG bezit de winkelformules Mandemakers, Brugman, Woonexpress, Keuken Kampioen, Keuken Concurrent, Wooning, Nieuwenhuis, Morres, Sanders Meubelstad, Grando, Tulp, Montèl, Küchen Direct, De Tweede Kamer, Hello Kitchen en Piet Klerkx. Het bedrijf voert diverse eigen merken als Ben Sanitair en Job. Veel artikelen hiervan worden ingekocht bij fabrikanten als Plieger, Thebalux en Wisa en onder eigen naam verkocht. Andere producten komen uit China. Ook de keukenmerken Barletti en Steinhaus zijn eigendom van de Mandemakers Groep, keukenmeubelen voor deze eigen merken worden vaak ingekocht bij Häcker Küchen GmbH & Co KG.
Op het bedrijventerrein Haven Zeven in Waalwijk opende Mandemakers in 2008 een nieuwe kantoor- en magazijnruimte met een oppervlakte van 58.000 m². Het bedrijf ging zowel in Duitsland als in Zweden allianties aan met branchegenoten, waarna tal van overnames in de keuken- en meubelsector volgden. In 2009 nam Mandemakers Morres Wonen in Hulst over. Sinds 2013 is de groep ook actief in autoleasing. Mandemakers is betrokken bij RKC Waalwijk als sponsor. De naamgeving van het Mandemakers Stadion is daar een uitvloeisel van.
In 2018 werd Keuken Kampioen (onderdeel van de Mandemakers Groep) hoofdsponsor en naamgever van de Eerste divisie. Hierdoor heet de divisie vanaf dat moment de 'Keuken Kampioen Divisie'.